# 五城目町立杉沢中学校
五城目町立杉沢中学校（ごじょうめちょうりつすぎさわちゅうがっこう）は、かつて秋田県五城目町にあった公立中学校。2003年（平成15年）に五城目町立五城目第一中学校と統合したことに伴い、閉校した。

## 沿革
注釈のない限り、公式サイトより引用。
- 1947年（昭和22年）- 馬場目中学校分校として創立。校舎は小学校の一部を借りた。
- 1956年（昭和31年）- 杉沢中学校として独立。
- 1958年（昭和33年）- 独立校舎落成。
- 1965年（昭和40年）- 学校給食室落成
- 1967年（昭和42年）- 創立20周年記念式典挙行。
- 1992年（平成4年）- 新校舎完成[2]。杉沢小と連携校舎となる。
- 1997年（平成9年）
  - 11月2日 - 創立50周年記念式典挙行・祝賀会開催[3]。
  - 同窓会発足。
- 1998年（平成10年）
  - スクールホームページ作成コンテスト優秀賞
  - 税の作文全国納税貯蓄組合連合会長賞受賞
- 1999年（平成11年）
  - 茨城県北茨城市立水沼中学校との直接交流
  - ふるさと子どもドリーム支援事業
- 2000年（平成12年）- 秋田県立横手養護学校とのTV会議交流
- 2001年（平成13年）- モジグアス・ブラジル日本語学校との交流
- 2003年（平成15年）
  - 3月23日 - 閉校式挙行[4]。
  - 3月31日 - 閉校。

## 生徒数
| 年度               | 男子 | 女子 | 計  | 増減 | 備考       | 出典  |
| ------------------ | ---- | ---- | --- | ---- | ---------- | ----- |
| 1956（昭和31）年度 | 44   | 59   | 103 |      |            | [ 5 ] |
| 1965（昭和40）年度 | 53   | 49   | 102 | -1   |            | [ 5 ] |
| 1975（昭和50）年度 | 17   | 23   | 40  | -62  |            | [ 5 ] |
| 1985（昭和60）年度 | 10   | 8    | 18  | -22  |            | [ 5 ] |
| 1994（平成6）年度  | 4    | 7    | 11  | -7   |            | [ 5 ] |
| 1995（平成7）年度  | 4    | 10   | 14  | +3   |            | [ 5 ] |
| 1996（平成8）年度  | 3    | 7    | 10  | -4   |            | [ 5 ] |
| 1997（平成9）年度  | 3    | 6    | 9   | -1   | 創立50周年 | [ 5 ] |
| 1998（平成10）年度 | 4    | 4    | 8   | -1   |            | [ 5 ] |
| 1999（平成11）年度 | 4    | 5    | 9   | +1   |            | [ 5 ] |
| 2000（平成12）年度 | 4    | 6    | 10  | +1   |            | [ 5 ] |
| 2001（平成13）年度 | 1    | 5    | 6   | -4   |            | [ 5 ] |
| 2002（平成14）年度 | 2    | 2    | 4   | -2   | 閉校       | [ 5 ] |

## 著名な出身者
- 石川錬治郎（元秋田市長）
- 石川三佐男（秋田大学教授）